# Tipula (Vestiplex) chiswellana
Tipula (Vestiplex) chiswellana is een tweevleugelige uit de familie langpootmuggen (Tipulidae). De soort komt voor in het Oriëntaals gebied.